# Harry S. Truman
Harry S. Truman (Lamar, Missouri, 8 mei 1884 – Kansas City, Missouri, 26 december 1972) was van 1945 tot 1953 de 33e president van de Verenigde Staten. Daarvoor diende hij enkele maanden als de 34e vicepresident van de VS onder Franklin D. Roosevelt. Toen deze stierf als zittend president, nam Truman het ambt over. Hij was lid van de Democratische Partij.
Truman had geen tweede voornaam, maar alleen de middeninitiaal "S". In zuidelijke staten, waaronder Missouri, was dat niet ongebruikelijk. De initiaal 'S' was een compromis tussen de namen van zijn grootvaders Anderson Shippe Truman en Solomon Young.

## Biografie

### Vroege leven
Harry S. Truman bezocht als kind van boeren pas na zijn achtste levensjaar reguliere scholen; voordien bezocht hij onder andere een calvinistische zondagsschool in Independence, Missouri. Na zijn schooltijd aan de Independence High School was hij opzichter bij de Santa Fe Railroad en werkte hij ook als vrijwilliger bij de Democratische Nationale Conventie. Tevens werkte hij als kantoorbediende en als typist bij de krant Kansas City Star.
Truman nam in 1905 dienst in de Missouri National Guard. Zijn gezichtsvermogen was onvoldoende, namelijk 50% links en 40% rechts, maar naar verluidt rolde hij door de keuring door stiekem de letterkaart te bestuderen. Hij diende tot 1911.
In 1917 werd hij, na enige jaren lid te zijn geweest van de reservetroepen in Missouri, actief in de Eerste Wereldoorlog. Hij bracht het in veldslagen in de Vogezen tot kolonel, hetgeen de basis werd van zijn toekomstige politieke carrière in de Democratische Partij.
Kerkelijk behoorde hij tot het baptisme. Truman werd in 1909 vrijmetselaar. In september 1940 werd hij grootmeester van het Grootoosten van Missouri.
In 1922 maakte Truman zich sterk om gekozen te worden voor een bestuurlijke positie in Jackson County, Missouri, waardoor hij een invloedrijke schakel zou zijn binnen het uitvoerend orgaan van de lokale overheid. Met het oog op het verkrijgen van politieke steun betaalde Truman $10 voor lidmaatschap van de Ku Klux Klan (KKK). Toen hem eisen werden opgelegd inzake het aanstellen van functionarissen als voorwaarde voor deze steun, zag Truman af van lidmaatschap, waarna hij zijn lidmaatschapsgeld terugvroeg.
Op 28 juni 1919, de dag van de ondertekening van het Verdrag van Versailles, trouwde Truman met Bess Wallace, die hij al kende sinds hun kindertijd. Het was niet makkelijk voor hen om kinderen te krijgen: er waren twee doodgeboren kinderen en enkele miskramen. In 1924 werd hun enige dochter Margaret geboren.
In 1934 werd Truman met steun van de maffiabaas Tom Pendergast gekozen tot senator namens de staat Missouri in Washington. Het weekblad Time schreef daarover: In een volmaakte democratie, vrij van "bosses", zou Truman Washington waarschijnlijk nooit bereikt hebben.

### Presidentschap
Bij de presidentsverkiezingen van 1944 werd Harry Truman gekozen tot 34e vicepresident van de VS. Toen zittend president Roosevelt op 12 april 1945 overleed, werd Truman zijn opvolger in het ambt. Zijn voornaamste taak aan het begin van zijn presidentschap zou het beëindigen van de Tweede Wereldoorlog worden.
Trumans presidentschap was veelbewogen: hij was president tijdens het einde van de Tweede Wereldoorlog, het begin van de Koude Oorlog, de oprichting van de Verenigde Naties en het merendeel van de Koreaanse Oorlog. Truman was een informele president, met vele bekende stopwoorden en leuzen, zoals "The buck stops here", waarmee hij bedoelde dat hij degene was die de beslissingen nam en daarvoor de verantwoordelijkheid droeg en behoorde te dragen. (To pass the buck betekent de schuld afschuiven; dus met the buck stops here bedoelde hij "geef mij maar de schuld".)

#### Atoombommen op Japan

Truman samen met Clement Attlee en Jozef Stalin in 1945

Na de Duitse overgave op 7 mei 1945 woedde de oorlog nog in alle hevigheid verder in het Verre Oosten. Om het conflict tot een snel einde te brengen besloot Truman om kernwapens in te zetten tegen Japan. Truman hoorde overigens pas van het bestaan van de atoombom toen hij president was geworden, want zijn voorganger Roosevelt had hem hierover niet ingelicht.
Op 6 augustus 1945 werd er door de bemanning van de Enola Gay een atoombom geworpen op de stad Hiroshima en drie dagen later, op 9 augustus, werd ook de stad Nagasaki doelwit van een atoomaanval. Bij deze bombardementen vielen meer dan 150.000 doden (80.000 in Hiroshima en 75.000 in Nagasaki) en nog eens dat aantal mensen stierf in de weken nadien aan hun verwondingen en aan stralingsziekten. Het onmiddellijke gevolg van het inzetten van atoomwapens was de Japanse overgave op 15 augustus 1945 en daarmee het einde van de Tweede Wereldoorlog.
Het inzetten van atoomwapens tegen Japan is nog steeds een gevoelig onderwerp dat tot heftige discussies kan leiden. Voorstanders argumenteren dat door de atoombom in te zetten en zo de oorlog te bekorten, veel levens gered zijn van burgers in de door Japan bezette gebieden en van soldaten doordat een langdurige uitermate bloedige invasie van de Japanse eilanden vermeden is. Tegenstanders beweren echter dat het doden van honderdduizenden onschuldige burgers door gericht gebruik van atoomwapens tegen burgerdoelen een oorlogsmisdaad is en in geen enkele situatie gerechtvaardigd is, mede vanwege de rampzalige gevolgen op lange termijn. Bovendien trekken zij de noodzaak van het gooien van de atoombommen voor de Japanse capitulatie in twijfel, aangezien Japan al vóór 6 augustus 1945 zou hebben laten weten zich onder voorwaarden over te willen geven. De Verklaring van Potsdam op 26 juli 1945, waarin Japan werd gedreigd met 'onmiddellijke en totale vernietiging' als het zich niet overgaf, werd echter door de Japanse regering verworpen met wat zij zelf een 'dodelijke stilte' noemde. Op 9 augustus, enkele uren voor het vallen van de tweede bom, verklaarde de Sovjet-Unie de oorlog aan de Japanse marionettenstaat Mantsjoerije en viel die binnen. Dit kan bijgedragen hebben aan het besluit van Japan op 15 augustus om toch maar te capituleren aan de VS.

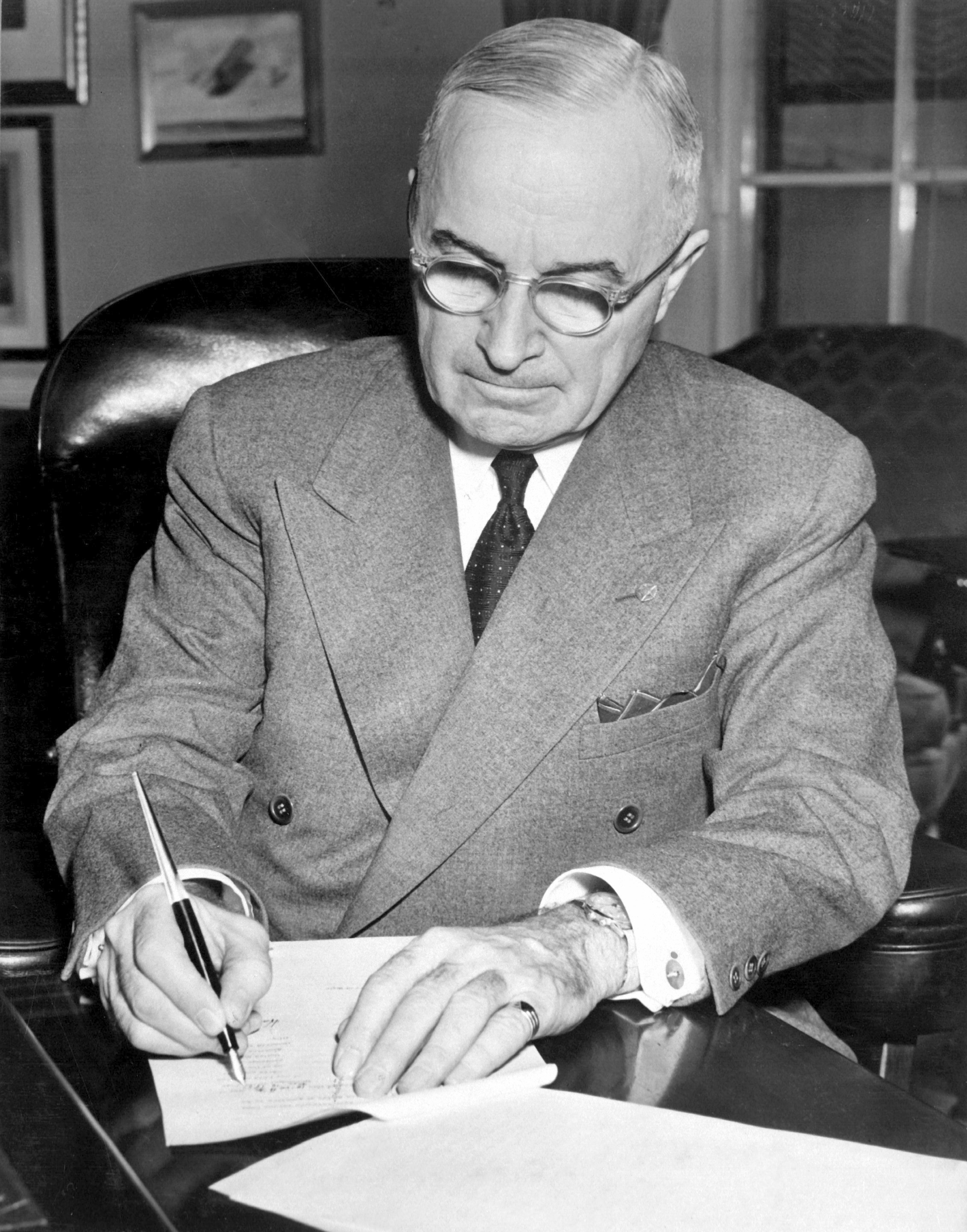
Truman tekent voor het begin van de Koreaanse interventie in 1950

#### Na de Tweede Wereldoorlog
Na de oorlog stond Truman bekend als een fervente anticommunist die er belang aan hechtte dat Europa buiten de invloedssfeer van de toenmalige Sovjet-Unie zou blijven. Overigens toonde Truman zich een voorstander van internationale samenwerking en stond hij in 1945 mede aan de wieg van de Verenigde Naties. In 1947 steunde Truman ook de oprichting van de staat Israël (hoewel zijn minister van Buitenlandse Zaken George C. Marshall en de meeste buitenlanddeskundigen tegen waren). De baptist Truman voelde een religieuze roeping om het moderne zionisme te steunen, die nog versterkt werd door zijn contacten met de religieuze jood Chaim Weizmann, die een belangrijke rol speelde in de World Zionist Organization. Truman had overigens aan een intense lobby meegedaan om VN-Resolutie 181 van 29 november 1947 mbt de verdeling van Palestina in een Joodse en een Arabische staat aan een meerderheid te helpen. Samen met Amerikaanse senatoren haalde hij verscheidene Latijns Amerikaanse landen over de streep. 11 minuten na de onafhankelijkheidsverklaring op 14 mei 1948 erkende hij de facto het bestaansrecht van de staat Israël. Direct gevolgd door Jozef Stalin van de Sovjet-Unie.
In 1947 werd het door George Marshall bedachte Marshallplan goedgekeurd door Truman, voornamelijk omdat het correspondeerde met zijn Trumandoctrine. Dit plan hield in dat Europa door Amerikaanse subsidies zichzelf kon heropbouwen. Voor vele landen is het Marshallplan een aanzienlijke hulp geweest bij de naoorlogse wederopbouw. In hetzelfde jaar werd door Truman de containmentpolitiek bedacht. Dit hield in dat als er een land dreigde communistisch te worden, de VS het recht had om in te grijpen.
Bij de presidentsverkiezingen van 1948 was de Democratische Partij erg verdeeld over het uitroepen van Truman als kandidaat voor herverkiezing. De heroriëntatie van de Amerikaanse oorlogseconomie na de oorlog, die gepaard ging met een massale afslanking van de strijdkrachten (vooral de marine), en de invoering van een wet op de vakbonden (de Taft-Hartley Act), waarbij het congres een presidentieel veto overstemde, was moeizaam verlopen. Uiteindelijk werd Truman toch een compromis-kandidaat. Dankzij zijn intensieve campagne met een 'whistle-stop tour' op het Amerikaanse platteland en de zwakte van zijn Republikeinse rivaal Thomas Dewey werd Truman tegen alle verwachtingen in herkozen. De Chicago Tribune had Dewey zelfs al tot winnaar uitgeroepen.
Bij het uitbreken van de Koreaanse Oorlog in 1950 nam Truman de beslissing om Zuid-Korea militair te hulp te snellen.
In 1951 werd het 22ste amendement van de Amerikaanse Grondwet goedgekeurd. Dit amendement zorgde ervoor dat de Amerikaanse president voortaan slechts eenmaal herkiesbaar is of in het geval van tussentijdse vervanging maximaal 10 jaar president mag zijn. (Franklin D. Roosevelt, de voorganger van Truman, was driemaal herkozen.) Deze regel was echter nog niet van toepassing op de zittende president, maar nadat Truman in 1952 de Democratische voorverkiezing van de staat New Hampshire verloren had trok hij zijn kandidatuur voor een derde ambtstermijn in. Vervolgens ging Truman voor de Democratische Partij op zoek naar een geschikte opvolger. Hij liet daarbij zijn oog vallen op oud-generaal Dwight D. Eisenhower, maar deze wilde zich liever verkiesbaar stellen namens de Republikeinse Partij. Opperrechter Fred M. Vinson weigerde ook, terwijl Trumans vice-president Alben Barkley te oud bevonden werd. Uiteindelijk vond Truman een geschikte presidentskandidaat in de door intellectuelen op handen gedragen Adlai Stevenson, de gouverneur van de staat Illinois. Die verklaarde zich na enig aandringen bereid om voor de Democratische partij op te komen. Bij de presidentsverkiezingen van 1952 werd Stevenson echter ruim verslagen door Eisenhower, die op 20 januari 1953 het presidentschap van Truman overnam.

### Latere leven

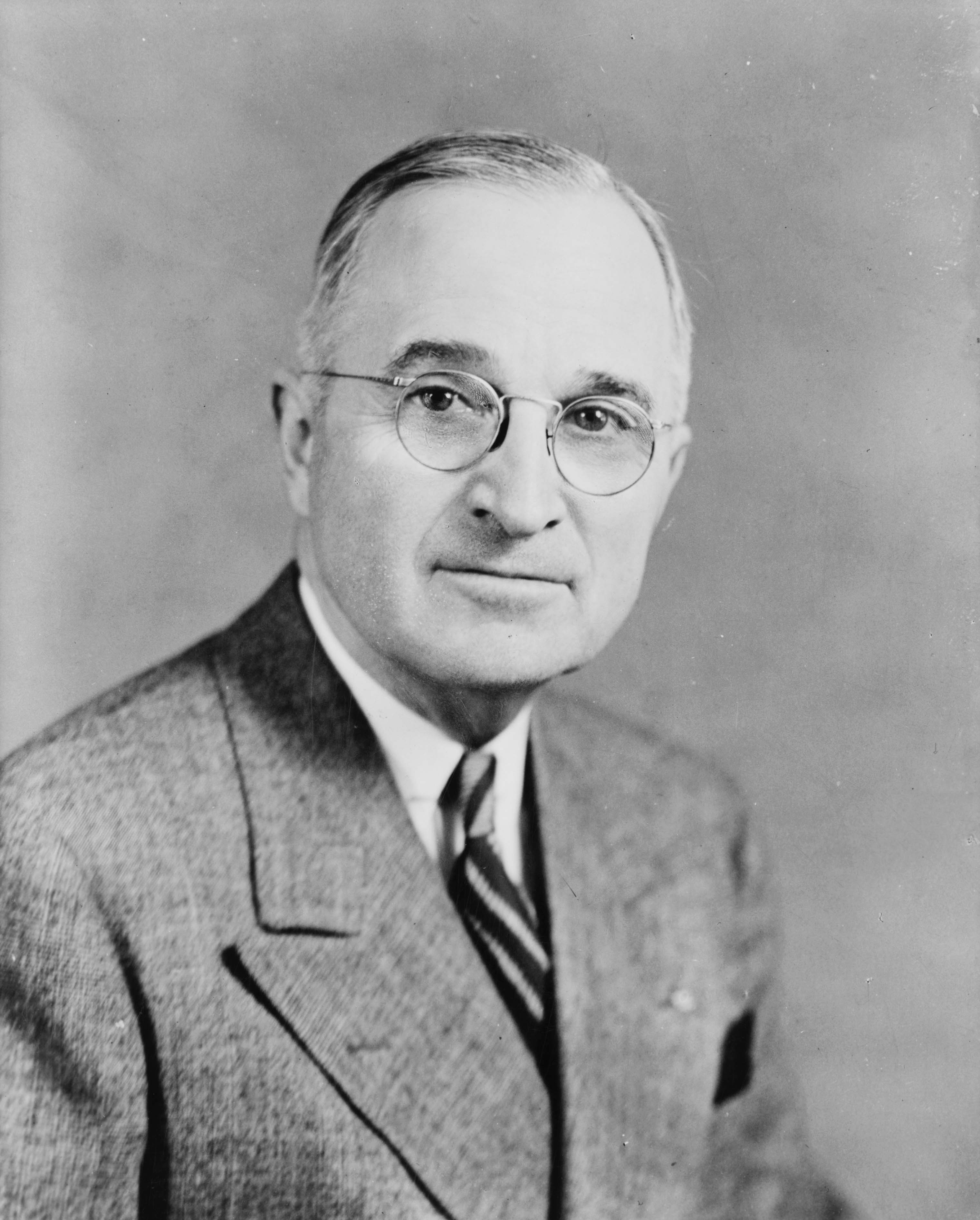
Portret

Na zijn vertrek uit het Witte Huis keerde Truman terug naar Missouri. Daar raakte hij al vrij snel in financiële moeilijkheden. Hij had weinig spaargeld en alleen een karig pensioen vanuit zijn tijd in het leger. Commerciële aanbiedingen sloeg hij af, maar hij sloot wel een overeenkomst voor het schrijven van zijn memoires. Hiervoor kreeg hij 670.000 dollar, waar na het betalen van belastingen en personeel 37.000 dollar van overbleef. De memoires verschenen in twee delen en werden een succes. In 1958 stemde het Amerikaanse Congres in met de Former Presidents Act, waarmee oud-presidenten recht kregen op een pensioen van 25.000 dollar per jaar. Men vermoedde dat vooral de moeilijke financiële situatie van Truman hier aanleiding toe heeft gegeven. De enige andere oud-president die op dat moment nog in leven was, Herbert Hoover, had het geld eigenlijk niet nodig, maar accepteerde het wel om Truman niet in verlegenheid te brengen.
In de zomer van 1957 opende in Independence, Missouri Trumans presidentiële bibliotheek. Hij had hier zelf veel geld voor ingezameld en had er ook zijn kantoor, waar hij artikelen en boeken schreef. In 1965 werd in de bibliotheek de Medicare-wet getekend door president Lyndon B. Johnson, waarmee hij de inspanningen eerde die Truman tijdens zijn presidentschap had geleverd voor de sociale zorg. Truman bleef tot op hoge leeftijd campagne voeren voor de Democratische Partij. Op 26 december 1972 overleed hij op 88-jarige leeftijd in een ziekenhuis in Kansas City aan de complicaties van een longoedeem. Zijn vrouw Bess pleitte niet voor een staatsbegrafenis in Washington D.C., maar voor een sobere uitvaart in besloten kring. Truman werd begraven op het terrein van zijn presidentiële bibliotheek. Ook Bess Truman werd hier begraven na haar dood in 1982.

## Kabinetsleden onder president Truman
| Kabinetsleden             | Ministerie         | Periode     | Bijzonderheden                                                                     |
| ------------------------- | ------------------ | ----------- | ---------------------------------------------------------------------------------- |
| Edward R. Stettinnius jr. | Buitenlandse Zaken | 1945        | Idem onder F. D. Roosevelt                                                         |
| Harold L. Ickes           | Binnenlandse Zaken | 1945 - 1946 | Idem onder F. D. Roosevelt                                                         |
| Henry L. Stimson          | Oorlog             | 1945        | Idem onder F. D. Roosevelt                                                         |
| Henry A. Wallace          | Economische Zaken  | 1945 - 1946 | Idem onder F. D. Roosevelt                                                         |
| Henry Morgenthau jr.      | Financiën          | 1945        | Idem onder F. D. Roosevelt                                                         |
| Francis A. Biddle         | Justitie           | 1945        | Idem onder F. D. Roosevelt                                                         |
| Claude R. Wickard         | Landbouw           | 1945        | Idem onder F. D. Roosevelt                                                         |
| James V. Forrestal        | Marine             | 1945 - 1947 | Idem onder F. D. Roosevelt In 1947 werden Marine en Defensie (Oorlog) samengevoegd |
|                           | Oorlog             | 1947 - 1949 |                                                                                    |
| Frank C. Walker           | Posterijen         | 1945        | Idem onder F. D. Roosevelt                                                         |
| Frances C. Perkins        | Arbeid             | 1945        | Idem onder F. D. Roosevelt                                                         |
| James Byrnes              | Buitenlandse Zaken | 1945 - 1947 |                                                                                    |
| Robert P. Patterson       | Oorlog             | 1945 - 1947 |                                                                                    |
| Fred M. Vinson            | Financiën          | 1945 - 1946 |                                                                                    |
| Tom C. Clark              | Justitie           | 1945 - 1949 |                                                                                    |
| Clinton P. Anderson       | Landbouw           | 1945 - 1948 |                                                                                    |
| Robert E. Hannegan        | Posterijen         | 1945 - 1947 |                                                                                    |
| Lewis B. Schwellenbach    | Arbeid             | 1945 - 1948 |                                                                                    |
| Julius A. Krug            | Binnenlandse Zaken | 1946 - 1949 |                                                                                    |
| W. Averell Harriman       | Economische Zaken  | 1946 - 1948 |                                                                                    |
| John W. Snyder            | Financiën          | 1946 - 1953 |                                                                                    |
| George Marshall           | Buitenlandse Zaken | 1947 - 1949 |                                                                                    |
|                           | Defensie           | 1950 - 1951 |                                                                                    |
| Kenneth C. Royall         | Oorlog             | 1947        |                                                                                    |
| J. Howard McGrath         | Justitie           | 1949 - 1952 |                                                                                    |
| Jesse M. Donaldson        | Posterijen         | 1947 - 1953 |                                                                                    |
| Charles W. Sawyer         | Economische Zaken  | 1948 - 1953 |                                                                                    |
| Charles F. Brannan        | Landbouw           | 1948 - 1953 |                                                                                    |
| Maurice J. Tobin          | Arbeid             | 1948 - 1953 |                                                                                    |
| Dean G. Acheson           | Buitenlandse Zaken | 1949 - 1953 |                                                                                    |
| Oscar L. Chapman          | Binnenlandse Zaken | 1949 - 1953 |                                                                                    |
| Louis A. Johnson          | Defensie           | 1949 - 1950 |                                                                                    |
| Robert A. Lovett          | Oorlog             | 1951 - 1953 |                                                                                    |
| James P. McGranery        | Justitie           | 1952 - 1953 |                                                                                    |

## Video
| (video) | \| \| |
|         |       |